# دوبراوکا شویتسا
دوبراوکا شویتسا (انگلیسی: Dubravka Šuica؛تلفظ در کرواتی: [ˈdu:bravka ˈʃujtsa]; née لوئتیچ؛ زادهٔ ۲۰ مهٔ ۱۹۵۷) سیاستمدار اهل کرواسی است که از اعضای برجسته حزب دموکراتیک کرواسی (HDZ) محسوب می‌شود. او سابقه نمایندگی در پارلمان اروپا را دارد و از سال ۲۰۱۹ به‌عنوان معاون رئیس کمیسیون اروپا در امور دموکراسی و جمعیت‌شناسی فعالیت می‌کند. شویتسا پیش از ورود به سیاست در زمینه آموزش فعال بود.
از سال ۲۰۱۹ تا ۲۰۲۴ به‌عنوان کمیسر دموکراسی و جمعیت‌شناسی در کمیسیون فون در لاین فعالیت کرد. او پیش‌تر از سال ۲۰۱۳ تا ۲۰۱۹ عضو پارلمان اروپا بود. از دسامبر ۲۰۲۴، او به‌عنوان کمیسر اروپایی برای اتحادیه مدیترانه در کمیسیون فون در لاین II خدمت می‌کند.
او دو دورهٔ متوالی از سال ۲۰۰۱ تا ۲۰۰۹ به‌عنوان شهردار دوبروونیک خدمت کرد و نخستین زن شهردار این شهر و یکی از نخستین زنان شهردار در شهرهای بزرگ کرواسی در دوران معاصر بود. او در سه دوره از سال ۲۰۰۱ تا ۲۰۱۱ عضو پارلمان کرواسی بود. از سال ۲۰۰۴، پنج بار متوالی به‌عنوان معاون رئیس کنگره مقامات محلی و منطقه‌ای در شورای اروپا انتخاب شد. در اکتبر ۲۰۱۲، او به‌عنوان معاون رئیس انجمن زنان حزب مردم اروپا (EPP) و در ژوئن ۲۰۱۹ معاون رئیس فراکسیون این حزب در پارلمان اتحادیه اروپا شد.

## زندگی‌نامه
دوبراوکا شویتسا در دوبروونیک زاده شد. او در سال ۱۹۸۱ از دانشکده علوم انسانی و اجتماعی دانشگاه زاگرب در رشته‌های زبان انگلیسی و ادبیات و زبان آلمانی فارغ‌التحصیل شد.
پیش از ورود به سیاست، شویتسا به‌مدت ۲۰ سال به‌عنوان معلم دبیرستان، استاد دانشگاه و مدیر مدرسه در دوبروونیک فعالیت داشت. او در سال ۱۹۹۰، پیش از نخستین انتخابات دموکراتیک در کرواسی، به اتحاد دموکراتیک کرواسی (HDZ) پیوست. از سال ۱۹۹۸ تا ۲۰۱۴، او رئیس شاخهٔ HDZ در دوبروونیک بود.

## حرفه
در سال ۲۰۰۱، شویتسا به‌عنوان نخستین زن شهردار دوبروونیک انتخاب شد. او در سال ۲۰۰۵ دوباره انتخاب شد و تا سال ۲۰۰۹ در این سمت باقی ماند.
او سه بار در انتخابات پارلمانی کرواسی ۲۰۰۰، انتخابات پارلمانی کرواسی ۲۰۰۳ و انتخابات پارلمانی کرواسی ۲۰۰۷ به‌عنوان نمایندهٔ پارلمان کرواسی انتخاب شد و در چندین کمیتهٔ پارلمانی خدمت کرد. او از سال ۲۰۰۰ تا ۲۰۰۳ رئیس کمیتهٔ خانواده، جوانان و ورزش و از ۲۰۰۷ تا ۲۰۱۱ نایب‌رئیس کمیتهٔ امور اروپایی در دورهٔ پیوستن کرواسی به اتحادیه اروپا بود.
در سال ۲۰۰۴، شویتسا به‌عنوان یکی از معاونان رئیس کنگره مقامات محلی و منطقه‌ای در شورای اروپا انتخاب شد و در سال‌های ۲۰۰۶، ۲۰۰۸، ۲۰۱۰ و ۲۰۱۲ دوباره به این سمت برگزیده شد.
در مهٔ ۲۰۱۲، شویتسا به‌عنوان معاون رئیس HDZ در سطح ملی انتخاب شد. او همچنین رئیس کمیتهٔ امور خارجی و اروپایی این حزب بود.
در اکتبر ۲۰۱۲، او به‌عنوان معاون رئیس EPP Women انتخاب شد و هنوز این سمت را بر عهده دارد.
در انتخابات پارلمان اروپا در کرواسی ۲۰۱۳، شویتسا به‌عنوان عضو پارلمان اروپا انتخاب شد. او در ۱ ژوئیهٔ ۲۰۱۳، پس از پیوستن کرواسی به اتحادیه اروپا، سوگند یاد کرد. او در انتخابات پارلمان اروپا در کرواسی ۲۰۱۴ مجدداً انتخاب شد و در فهرست HDZ رتبهٔ دوم را کسب کرد. او یکی از معاونان هیئت پارلمانی اتحادیه اروپا برای روابط با بوسنی و هرزگوین و کوزوو (DSEE) بود و در کمیته‌های مختلفی ازجمله کمیته محیط‌زیست، بهداشت عمومی و ایمنی مواد غذایی پارلمان اروپا (ENVI)، کمیته امور خارجی پارلمان اروپا (AFET) که از ۲۰۱۶ تا ۲۰۱۹ نایب‌رئیس آن بود، کمیته حمل‌ونقل و گردشگری (TRAN)، کمیته حقوق زنان و برابری جنسیتی پارلمان اروپا و هیئت روابط با ایالات متحده آمریکا (D-US) فعالیت داشت.
شویتسا در انتخابات پارلمان اروپا در کرواسی (۲۰۱۹) برای سومین بار متوالی به‌عنوان عضو پارلمان اروپا انتخاب شد.
در ژوئن ۲۰۱۹، او به‌عنوان نخستین معاون رئیس حزب مردم اروپا (EPP) در پارلمان اروپا انتخاب شد. از سال ۲۰۱۳ تا ۲۰۱۹، او همچنین رئیس هیئت کرواسی در حزب مردم اروپا در پارلمان بود.
در اوت ۲۰۱۹، دوبراوکا شویتسا به‌عنوان نامزد کمیسر اروپایی از کرواسی معرفی شد و در ۱۰ ژوئیهٔ ۲۰۱۹، رئیس منتخب کمیسیون اروپا اورزولا فون در لاین او را به‌عنوان معاون رئیس کمیسیون اروپا و کمیسر دموکراسی و جمعیت‌شناسی منصوب کرد. او از ۱ دسامبر ۲۰۱۹ تا ۱ دسامبر ۲۰۲۴ در این سمت فعالیت داشت.